# Deutsche Handballmeister
Diese Listen verzeichnen die Deutschen Meister im Hallenhandball und im Feldhandball der Männer und geben Aufschluss über den Modus und die Entwicklung der Meisterschaften der beiden Sportarten.

## Hallenhandball

### Bundesrepublik Deutschland

#### Ausrichter

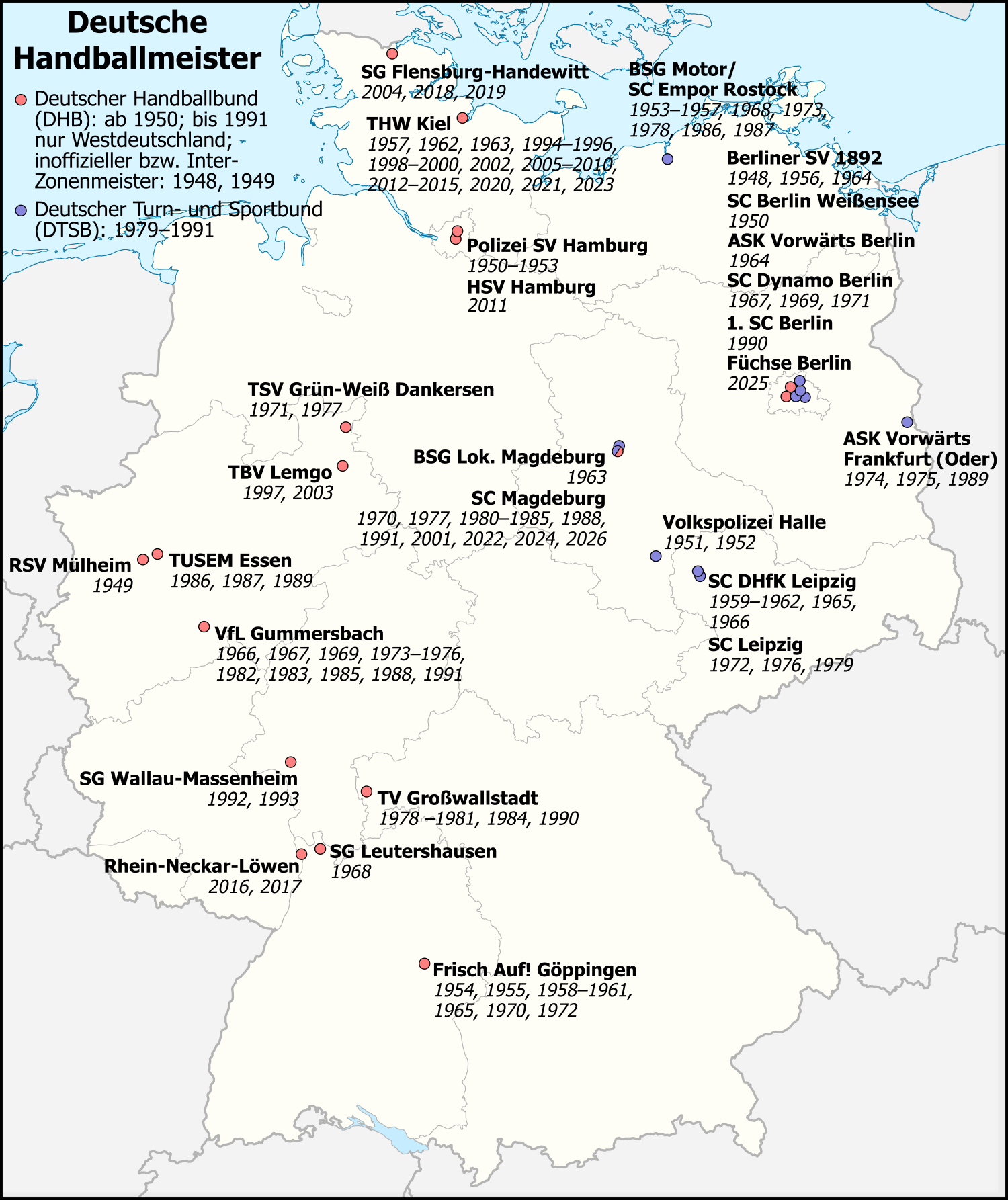
Karte der Deutschen Meister im Handball

In den Jahren 1948 und 1949 wurde ein deutscher Hallenhandballmeister vom Deutschen Arbeitsausschuss für Handball (DAH) ausgespielt. Diese beiden Titel werden heute als inoffizielle Titel angesehen. Ab 1950 übernahm der am 1. Oktober 1949 gegründete Deutsche Handballbund (DHB) die Austragung der Meisterschaft. 1994 hat der eigens gegründete Ligaverband der Bundesliga (erst HBVM, jetzt HBL) die Austragung übernommen.
Ab Juli 2007 hatte die Bundesliga mit dem japanischen Automobilhersteller Toyota erstmals einen Namenssponsor, den sie offiziell im Titel führte; der Sponsor war außerdem in das offizielle Logo der HBL integriert. Nach Auslaufen des Vertrags mit Toyota war dies ab Juli 2012 die DKB.

#### Modus
Vor 1966 wurde die Meisterschaft in Endrunden der verschiedenen Regionalligameister und -zweiten ausgetragen. 1966 wurde die Handball-Bundesliga als höchste Spielklasse eingeführt, zunächst in zwei Staffeln (Nord und Süd), deren Meister bis 1974 den deutschen Meister in zwei Endspielen ausspielten, von 1975 bis 1977 wurde der Meister in einer Finalrunde (Halbfinale und Endspiel) der jeweils beiden Erstplatzierten der beiden Staffeln ermittelt. Seit 1977 (mit Ausnahme der Saison 1991/92, in der auf Grund der Eingliederung der ehemaligen DDR-Oberliga in die Bundesliga zweigleisig gespielt wurde), existiert die Bundesliga als eingleisige Liga, deren Erstplatzierter am Saisonende automatisch deutscher Meister ist. Eine Ausnahme bilden die Jahre 1990 bis 1992, in denen der Meister jeweils in einer Play-offrunde der besten acht Mannschaften der Bundesliga (1992 jeweils die besten vier aus Nord und Süd) ausgespielt wurde.

#### Rekordmeister
Deutscher Rekordmeister ist der THW Kiel, der den Titel bislang 23 Mal gewinnen konnte (zuletzt 2023). Der THW gewann 20 seiner insgesamt 23 Meistertitel in der Bundesliga und ist damit auch Rekordmeister der Bundesliga. Die meisten Titel vor Einführung der Bundesliga gewann Frisch Auf Göppingen mit sieben Meisterschaften.
|     | Verein                  | Titel |
| --- | ----------------------- | ----- |
| 01. | THW Kiel                | 23    |
| 02. | VfL Gummersbach         | 12    |
| 03. | Frisch Auf Göppingen    | 09    |
| 04. | TV Großwallstadt        | 06    |
| 05. | SV Polizei Hamburg      | 04    |
| 06. | Berliner SV 1892        | 03    |
|     | TUSEM Essen             | 03    |
|     | SG Flensburg-Handewitt  | 03    |
|     | SC Magdeburg            | 03    |
| 10. | SG Wallau/Massenheim    | 02    |
|     | TBV Lemgo               | 02    |
|     | TSV Grün-Weiß Dankersen | 02    |
|     | Rhein-Neckar Löwen      | 02    |
| 14. | HSV Hamburg             | 01    |
|     | RSV Mülheim             | 01    |
|     | SG Leutershausen        | 01    |
|     | Füchse Berlin           | 01    |

#### Was wurde aus den Meistermannschaften?
In der Saison 2020/21 spielten acht der insgesamt sechzehn Meistervereine in der 1. Bundesliga: THW Kiel, Frisch Auf Göppingen, SG Flensburg-Handewitt, TBV Lemgo, TSV Grün-Weiß Dankersen (als GWD Minden), TUSEM Essen, Rhein-Neckar Löwen und SC Magdeburg.
Der VfL Gummersbach, der TV Großwallstadt und der HSV Hamburg (als Handball Sport Verein Hamburg) spielten in der 2. Bundesliga, die SG Leutershausen in der 3. Liga. Die SG Wallau/Massenheim trat nach einem Zusammenschluss inzwischen als HSG Breckenheim Wallau/Massenheim in der Oberliga Hessen (4. Liga) an. Der Berliner SV 1892 zog seine Mannschaft zu Saisonbeginn vom Spielbetrieb der Landesliga Berlin (6. Liga) zurück. Der RSV Mülheim (SV Heißen, aktiv in der Kreisklasse Rhein-Ruhr, 9. Liga) sowie die Handballabteilung des SV Polizei Hamburg (zur SG Altona, Landesliga Hamburg, 6. Liga) sind inzwischen in anderen Vereinen aufgegangen.

#### Liste der Deutschen Handballmeister (ab 1948)
Inoffizielle Titel – nicht vom DHB anerkannt; siehe dazu auch: Zonenmeisterschaft
- 1948 – Berliner SV 1892, als SG Wilmersdorf (Offene Meisterschaften der britischen Zone)
- 1949 – RSV Mülheim (Inter–Zonen–Meisterschaft)

Titelträger des DHB – vor Einführung der Bundesliga
- 1950 – SV Polizei Hamburg
- 1951 – SV Polizei Hamburg
- 1952 – SV Polizei Hamburg
- 1953 – SV Polizei Hamburg
- 1954 – Frisch Auf Göppingen
- 1955 – Frisch Auf Göppingen
- 1956 – Berliner SV 1892
- 1957 – THW Kiel
- 1958 – Frisch Auf Göppingen
- 1959 – Frisch Auf Göppingen
- 1960 – Frisch Auf Göppingen
- 1961 – Frisch Auf Göppingen
- 1962 – THW Kiel
- 1963 – THW Kiel
- 1964 – Berliner SV 1892
- 1965 – Frisch Auf Göppingen
- 1966 – VfL Gummersbach

Titelträger des DHB – nach Einführung der Bundesliga
- 1966/67 – VfL Gummersbach
- 1967/68 – SG Leutershausen
- 1968/69 – VfL Gummersbach
- 1969/70 – Frisch Auf Göppingen
- 1970/71 – TSV Grün–Weiß Dankersen
- 1971/72 – Frisch Auf Göppingen
- 1972/73 – VfL Gummersbach
- 1973/74 – VfL Gummersbach
- 1974/75 – VfL Gummersbach
- 1975/76 – VfL Gummersbach
- 1976/77 – TSV Grün–Weiß Dankersen
- 1977/78 – TV Großwallstadt
- 1978/79 – TV Großwallstadt
- 1979/80 – TV Großwallstadt
- 1980/81 – TV Großwallstadt
- 1981/82 – VfL Gummersbach
- 1982/83 – VfL Gummersbach
- 1983/84 – TV Großwallstadt
- 1984/85 – VfL Gummersbach
- 1985/86 – TUSEM Essen
- 1986/87 – TUSEM Essen
- 1987/88 – VfL Gummersbach
- 1988/89 – TUSEM Essen
- 1989/90 – TV Großwallstadt
- 1990/91 – VfL Gummersbach
- 1991/92 – SG Wallau/Massenheim
- 1992/93 – SG Wallau/Massenheim
- 1993/94 – THW Kiel
- 1994/95 – THW Kiel
- 1995/96 – THW Kiel
- 1996/97 – TBV Lemgo
- 1997/98 – THW Kiel
- 1998/99 – THW Kiel
- 1999/00 – THW Kiel
- 2000/01 – SC Magdeburg
- 2001/02 – THW Kiel
- 2002/03 – TBV Lemgo
- 2003/04 – SG Flensburg-Handewitt
- 2004/05 – THW Kiel
- 2005/06 – THW Kiel
- 2006/07 – THW Kiel
- 2007/08 – THW Kiel
- 2008/09 – THW Kiel
- 2009/10 – THW Kiel
- 2010/11 – HSV Hamburg
- 2011/12 – THW Kiel
- 2012/13 – THW Kiel
- 2013/14 – THW Kiel
- 2014/15 – THW Kiel
- 2015/16 – Rhein-Neckar Löwen
- 2016/17 – Rhein-Neckar Löwen
- 2017/18 – SG Flensburg-Handewitt
- 2018/19 – SG Flensburg-Handewitt
- 2019/20 – THW Kiel (nach Saisonabbruch und Quotenregelung)
- 2020/21 – THW Kiel
- 2021/22 – SC Magdeburg
- 2022/23 – THW Kiel
- 2023/24 – SC Magdeburg
- 2024/25 – Füchse Berlin

### DDR

#### Modus DDR-Meisterschaft
Von 1950 bis 1954 wurde der Meister der DDR in Endrunden ermittelt. Mit der Spielzeit 1955 wurde die DDR-weite Oberliga eingeführt (seit der Saison 1955/56 mit Hin- und Rückspielen), die vom DTSB ausgetragen wurde. Sie existierte bis zum Abschluss der Spielzeit 1990/91. Danach wurden die Oberliga-Vereine in die Bundesliga integriert. Aufgrund der III. Handball-Weltmeisterschaft der Männer 1958, die in der DDR ausgetragen wurde, wurde die Oberliga in der Saison 1957/58 ausgesetzt.

#### DDR-Rekordmeister
Rekordmeister der DDR sind der heutige Bundesligist SC Magdeburg und der heutige Drittligist SC Empor Rostock mit jeweils zehn Titeln (Die Handball-Sektion der BSG Motor Rostock wurde 1955 in die des SC Empor angegliedert).

#### Was wurde aus den DDR-Meistermannschaften?
Der Rekordmeister SC Magdeburg und auch der SC DHfK Leipzig (seit der Saison 2015/16) spielten in der Saison 2019/20 in der 1. Bundesliga. Der HC Empor Rostock trat in der 3. Liga an. Von den anderen Meisterclubs existiert nur noch der ESV Lok Südost Magdeburg (Nachfolgeverein der BSG Lok SO), die Handballabteilung ist nach einer Spielgemeinschaft in den 1970er Jahren allerdings beim FSV 1895 Magdeburg.

#### Liste der DDR-Handballmeister (1950–1991)
- 1950 – SC Berlin-Weißensee
- 1950/51 – SV Deutsche Volkspolizei Halle
- 1951/52 – SV Deutsche Volkspolizei Halle
- 1952/53 – BSG Motor Rostock
- 1953/54 – BSG Motor Rostock
- 1954/55 – BSG Motor Rostock
- 1955/56 – SC Empor Rostock
- 1956/57 – SC Empor Rostock
- 1957/58 nicht ermittelt
- 1958/59 – SC DHfK Leipzig
- 1959/60 – SC DHfK Leipzig
- 1960/61 – SC DHfK Leipzig
- 1961/62 – SC DHfK Leipzig
- 1962/63 – BSG Lok Südost Magdeburg
- 1963/64 – ASK Vorwärts Berlin
- 1964/65 – SC DHfK Leipzig
- 1965/66 – SC DHfK Leipzig
- 1966/67 – SC Dynamo Berlin
- 1967/68 – SC Empor Rostock
- 1968/69 – SC Dynamo Berlin
- 1969/70 – SC Magdeburg
- 1970/71 – SC Dynamo Berlin
- 1971/72 – SC Leipzig
- 1972/73 – SC Empor Rostock
- 1973/74 – ASK Vorwärts Frankfurt (Oder)
- 1974/75 – ASK Vorwärts Frankfurt (Oder)
- 1975/76 – SC Leipzig
- 1976/77 – SC Magdeburg
- 1977/78 – SC Empor Rostock
- 1978/79 – SC Leipzig
- 1979/80 – SC Magdeburg
- 1980/81 – SC Magdeburg
- 1981/82 – SC Magdeburg
- 1982/83 – SC Magdeburg
- 1983/84 – SC Magdeburg
- 1984/85 – SC Magdeburg
- 1985/86 – SC Empor Rostock
- 1986/87 – SC Empor Rostock
- 1987/88 – SC Magdeburg
- 1988/89 – ASK Vorwärts Frankfurt (Oder)
- 1989/90 – 1. SC Berlin
- 1990/91 – SC Magdeburg

## Feldhandball

### Allgemeines zur Feldhandball-Meisterschaft
Bis 1933 existierte in Deutschland kein Dachverband für Handball. Daher spielten unabhängig voneinander mehrere Sportverbände ihre Feldhandball-Meister aus – mit unterschiedlichen Titeln (wie Deutscher Meister, Reichssieger oder Bundesmeister): In der Zeit von 1922 bis 1933 wurden von der Deutschen Sportbehörde für Leichtathletik (DSL), dem Vorgänger des Deutschen Leichtathletik-Verbandes und der Deutschen Turnerschaft (DT) separate Wettbewerbe ausgerichtet. Anfang der 1930er Jahre traten die Sieger dieser beiden Verbände in einem Endspiel gegeneinander an. Darüber hinaus spielten auch der Arbeiter-Turn- und Sportbund (ATUS oder ATSB) und die katholische Deutsche Jugendkraft (DJK) Meisterschaften aus. Am Wettbewerb des ATSB nahmen allerdings auch österreichische Vereine teil, so dass man hier kaum von Deutschen Meistern sprechen kann. Die DJK trug ihre Meisterschaft in mehrjährigen Abständen auf ihren Reichssportfesten aus.
Während des NS-Regimes wurde eine einheitliche deutsche Meisterschaft erst ab 1934 vom Reichsbund für Leibesübungen etabliert (Juli 1934 Deutscher, ab Ende 1938 Nationalsozialistischer Reichsbund für Leibesübungen). Von 1947 bis 1975 ermittelte der Deutsche Handballbund bzw. dessen Vorläufer, der Deutsche Arbeitsausschuss für Handball (DAH) den nationalen Titelträger. 1959 gewann die DDR-Nationalauswahl einen innerdeutschen Vergleich gegen die Nationalmannschaft der Bundesrepublik und wurde danach zur DDR-Mannschaft des Jahres gewählt. Seit 1975 wird keine deutsche Meisterschaft im Feldhandball mehr ausgespielt.
Feldhandball wird heute nicht mehr wettbewerbsmäßig betrieben. Im Sommer finden regelmäßig Turniere statt, auf denen allerdings meistens auf einem Feld im Hallenformat von 20 × 40 m (Kleinfeld) oder auch im Beachhandball gespielt wird. Das ursprüngliche Großfeld-Handball wird nur noch sehr sporadisch im Rahmen von Kleinturnieren unterklassiger Vereine als Sommerevent ausgetragen. Auch Benefiz-Spiele zwischen Hallenhandball-Mannschaften oder gegen Seniorenmannschaften finden manchmal auf dem Großfeld statt.

### Liste der Feldhandball-Meister (1921–1933)
| Jahr | DSB                    | DT                          | ATSB                    | DJK                         | ADT                         |
| ---- | ---------------------- | --------------------------- | ----------------------- | --------------------------- | --------------------------- |
| 1921 | keine Meisterschaft    | TSV Spandau 1860            | keine Meisterschaft     | DJK Frankfurt-Sachsenhausen | keine Meisterschaft / n. b. |
| 1922 | Polizei SV Berlin      | TSV Spandau 1860            | TSV Stuttgart-Ost 1897  | keine Meisterschaft         | keine Meisterschaft / n. b. |
| 1923 | Polizei SV Berlin      | TuRU Düsseldorf             | STV Wien-Favoriten      | keine Meisterschaft         | keine Meisterschaft / n. b. |
| 1924 | Polizei SV Berlin      | Turnverein Seckbach 1875    | Freie Turnerschaft Jena | DJK Frankfurt-Sachsenhausen | keine Meisterschaft / n. b. |
| 1925 | Polizei SV Berlin      | Turngesellschaft Stuttgart  | TSV Leipzig-Gohlis      | keine Meisterschaft         | keine Meisterschaft / n. b. |
| 1926 | Polizei SV Berlin      | Polizei TSV Rastatt         | WAT Ottakring           | keine Meisterschaft         | Haaner TB 1890              |
| 1927 | Polizei SV Berlin      | Polizei TSV Rastatt         | keine Meisterschaft     | DJK Bergfried Graefrath     | keine Meisterschaft / n. b. |
| 1928 | Deutscher HC Berlin    | TV Chemnitz-Gablenz         | WAT Ottakring           | keine Meisterschaft         | Wermelskirchen              |
| 1929 | Polizei SV Berlin      | TV Friesenheim Ludwigshafen | keine Meisterschaft     | keine Meisterschaft         | keine Meisterschaft / n. b. |
| 1930 | Polizei SV Berlin      | TV Friesenheim Ludwigshafen | WAT Ottakring           | keine Meisterschaft         | keine Meisterschaft / n. b. |
| 1931 | Polizei SV Berlin      | TV Krefeld-Oppum            | keine Meisterschaft     | keine Meisterschaft         | keine Meisterschaft / n. b. |
| 1932 | Polizei VfL Weißenfels | TSV Worms-Herrnsheim        | ATV Stadlau             | DJK Mülheim-Styrum          | keine Meisterschaft / n. b. |
| 1933 | SV Waldhof Mannheim    | ATG Gera                    | keine Meisterschaft     | keine Meisterschaft         | keine Meisterschaft / n. b. |

Endspiele zwischen den Meistern der DT und der DSB
- 1926 Polizei SV Berlin – Polizei TSV Rastatt, Köln 5:4
- 1931 Polizei SV Berlin – TV Oppum, Krefeld 12:5
- 1932 Polizei VfL Weißenfels – TSV Herrnsheim, Worms 8:2

### Liste der Feldhandball-Meister im DRL/NSRL (1934–1945)
Von 1934 bis 1938 wurden die Meisterschaften vom Deutschen Reichsbund für Leibesübungen (DRL) und ab 1939 vom Nationalsozialistischen Reichsbund für Leibesübungen (NSRL) ausgerichtet. Zwischen 1938 und 1945 nahm der österreichische Meister als Meister der Ostmark an der Deutschen Meisterschaft teil.
| Jahr | Meister               |
| ---- | --------------------- |
| 1934 | Polizei SV Darmstadt  |
| 1935 | Polizei SV Magdeburg  |
| 1936 | MSV Hindenburg Minden |
| 1937 | MTSA Leipzig          |
| 1938 | MTSA Leipzig          |
| 1939 | MTSA Leipzig          |
| 1940 | Lintforter SpV        |
| 1941 | SV Polizei Hamburg    |
| 1942 | SG OrPo Magdeburg     |
| 1943 | SG OrPo Hamburg       |
| 1944 | SG OrPo Berlin        |
| 1945 | nicht ausgetragen     |

### Bundesrepublik Deutschland (Feldhandball)

#### Liste der Deutschen Feldhandball-Meister – Deutscher Arbeitsausschuss für Handball (DAH) (1947–1949)
Während im Hallenhandball die DAH-Meisterschaftsturniere von 1948 und 1949 nicht vom DHB anerkannt sind und als inoffiziell gelten, verzeichnet der Handball-Dachverband im Feldhandball auch die vor der eigenen Gründung im Oktober 1949 in einem Einheitsverband durchgeführten Meisterschaftsrunden (einschließlich der DAH-Meisterschaften 1947–1949) und führt folglich die Sieger ab 1934 auf seinen Statistikseiten als Deutsche Meister. (siehe auch: Zonenmeisterschaft)
- 1947 – RSV Mülheim
- 1948 – THW Kiel
- 1949 – RSV Mülheim

#### Modus Feldhandball-Meisterschaft (DHB)
- Von 1950 bis 1965 wurde der Deutsche Meister in einer Endrunde (K.-o.-Spiele) der Meister der Landesverbände ermittelt.
- 1966 wurden regionale Endrunden zur Qualifikation für die Bundesliga abgehalten. Acht Mannschaften davon qualifizierten sich außerdem für die Endrunde um die deutsche Meisterschaft 1966.
- 1967 bis 1973 existierte eine zweigleisige Bundesliga. Die beiden ersten jeder Staffel qualifizierten sich für das Halbfinale.
- Die Saison 1972 war mit Rücksicht auf die Vorbereitungen der Hallenhandball-Nationalmannschaft auf die Olympischen Spiele in München als Pokalrunde ausgeschrieben. Die Olympiakandidaten waren für ihre Vereinsmannschaften gesperrt. Deshalb wurde im Finale nicht der Titel Deutscher Meister, sondern der eines Pokalsiegers vergeben.
- 1974 und 1975 spielten die fünf Meister der Regionalligen in einer Endrunde (K.-o.-Spiele) den Deutschen Meister aus.
- Nach 1975 wurde keine deutsche Meisterschaft mehr ausgespielt.

#### Liste der Deutschen Feldhandball-Meister (1950–1975)
- 1950 – THW Kiel
- 1951 – SV Polizei Hamburg
- 1952 – SV Polizei Hamburg
- 1953 – SV Polizei Hamburg
- 1954 – Frisch Auf Göppingen
- 1955 – SV Polizei Hamburg
- 1956 – SV Bayer 04 Leverkusen
- 1957 – Frisch Auf Göppingen
- 1958 – SV Hamborn 07
- 1959 – TuS Lintfort
- 1960 – TSV Ansbach
- 1961 – TuS Lintfort
- 1962 – TSV Ansbach
- 1963 – VfL Wolfsburg
- 1964 – TuS 05 Wellinghofen
- 1965 – BSV Solingen 98
- 1966 – TV Oppum
- 1967 – TSV Grün-Weiß Dankersen
- 1968 – TV Oppum
- 1969 – SG Leutershausen
- 1970 – TSV Grün-Weiß Dankersen
- 1971 – TSV Grün-Weiß Dankersen
- 1972 – TS Steinheim (Pokalmeister)
- 1973 – TV Großwallstadt
- 1974 – TSV Birkenau
- 1975 – TSG Haßloch

### DDR (Feldhandball)

#### Modus DDR-Meisterschaft (Feldhandball)
- 1948 und 1949 handelte es sich um Zonenmeisterschaften in der damaligen sowjetischen Besatzungszone.
- 1950 wurde eine Endrunde der Landesmeister abgehalten.
- 1951 wurde eine eingleisige DDR-weite Liga ("DS-Liga") gespielt.
- 1952 bis 1965 wurde der Meister in einer zweigleisigen Oberliga ermittelt.
- 1966 und 1967 wurde eine eingleisige Oberliga durchgeführt.
- Nach dem im Herbst 1966 verkündeten Beschluss des IOC, dass nur Hallenhandball in das Programm der Olympischen Spiele 1972 aufgenommen werden würde, wurde der Spielbetrieb im Feldhandball in der DDR mit Ende der Spielsaison 1966/67 eingestellt.

#### Liste der DDR-Feldhandball-Meister (1948–1967)
- 1948 ZSG Schuhmetro Weißenfels
- 1949 BSG Buckau-Wolf Fermersleben Magdeburg
- 1950 SG Leipzig-Eutrizsch
- 1951 BSG Schiffswerft Roßlau
- 1952 SV Deutsche Volkspolizei Halle
- 1953 BSG Einheit Calbe
- 1954 BSG Stahl Calbe (Einheit)
- 1955 BSG Motor Rostock
- 1956 SC Dynamo Berlin
- 1957 SC Dynamo Berlin
- 1958 BSG Motor Eisenach
- 1959 ASK Vorwärts Berlin
- 1960 ASK Vorwärts Berlin
- 1961 SC Dynamo Berlin
- 1962 ASK Vorwärts Berlin
- 1963 ASK Vorwärts Berlin
- 1964 ASK Vorwärts Berlin
- 1965 SC Leipzig
- 1966 SC Dynamo Berlin
- 1967 SC Magdeburg